# Печно
Печно (хорв. Pećno) — населений пункт у Хорватії, у Загребській жупанії у складі громади Крашич.

## Населення
Населення за даними перепису 2011 року становило 10 осіб.
Динаміка чисельності населення поселення:

## Клімат
Середня річна температура становить 9,39 °C, середня максимальна – 22,69 °C, а середня мінімальна – -5,59 °C. Середня річна кількість опадів – 1184 мм.
| Клімат поселення                              | Клімат поселення | Клімат поселення | Клімат поселення | Клімат поселення | Клімат поселення | Клімат поселення | Клімат поселення | Клімат поселення | Клімат поселення | Клімат поселення | Клімат поселення | Клімат поселення | Клімат поселення |
| Показник                                      | Січ.             | Лют.             | Бер.             | Квіт.            | Трав.            | Черв.            | Лип.             | Серп.            | Вер.             | Жовт.            | Лист.            | Груд.            |                  |
| Середній максимум, °C                         | 5,96             | 7,17             | 10,63            | 14,63            | 19,43            | 22,69            | 21,74            | 21,30            | 17,61            | 12,78            | 7,48             | 4,04             |                  |
| Середня температура, °C                       | 0,19             | 1,41             | 4,86             | 8,84             | 13,66            | 16,94            | 18,71            | 18,26            | 14,58            | 9,77             | 4,46             | 1,02             |                  |
| Середній мінімум, °C                          | −5,59            | −4,37            | −0,9             | 3,08             | 7,88             | 11,16            | 15,69            | 15,24            | 11,56            | 6,74             | 1,44             | −2,01            |                  |
| Норма опадів, мм                              | 58               | 65               | 84               | 95               | 99               | 128              | 109              | 114              | 114              | 113              | 116              | 89               |                  |
| Середньомісячна швидкість вітру, м/с          | 1.70             | 1.82             | 2.20             | 2.12             | 2.03             | 1.82             | 1.72             | 1.64             | 1.60             | 1.70             | 1.81             | 1.78             |                  |
| Середньомісячна сонячна радіація, кДж/м²·день | 4208             | 6904             | 10322            | 14705            | 18720            | 20297            | 21519            | 18236            | 13631            | 8743             | 4635             | 3421             |                  |
| --------------------------------------------- | ---------------- | ---------------- | ---------------- | ---------------- | ---------------- | ---------------- | ---------------- | ---------------- | ---------------- | ---------------- | ---------------- | ---------------- | ---------------- |
| Джерело:                                      |                  |                  |                  |                  |                  |                  |                  |                  |                  |                  |                  |                  |                  |